# Bogdan Maczuga
Bogdan Maczuga (* 22. September 1962) ist ein ehemaliger polnisch-deutscher Boxer.

## Werdegang
1981 wurde Maczuga für Polen Dritter der Europameisterschaft im Fliegengewicht. Er siedelte in die Bundesrepublik Deutschland über und nahm die deutsche Staatsbürgerschaft an. In Deutschland setzte er seine Sportlaufbahn beim Boxclub Stockstadt fort. 1984, 1985 und 1987 wurde er deutscher Amateurmeister im Bantamgewicht. Später boxte er für BC Eichstätt, CSC Frankfurt und BSK 27 Ahlen in der Bundesliga.